# Ferdinand Delamonce
Ferdinand-Sigismond Delamonce (auch Ferdinand Delamonce; * 30. Juni 1678 in München; † 30. September 1753 in Lyon) war ein französischstämmiger Architekt, Maler und Zeichner, der vor allem in Lyon wirkte.

## Leben und Werk

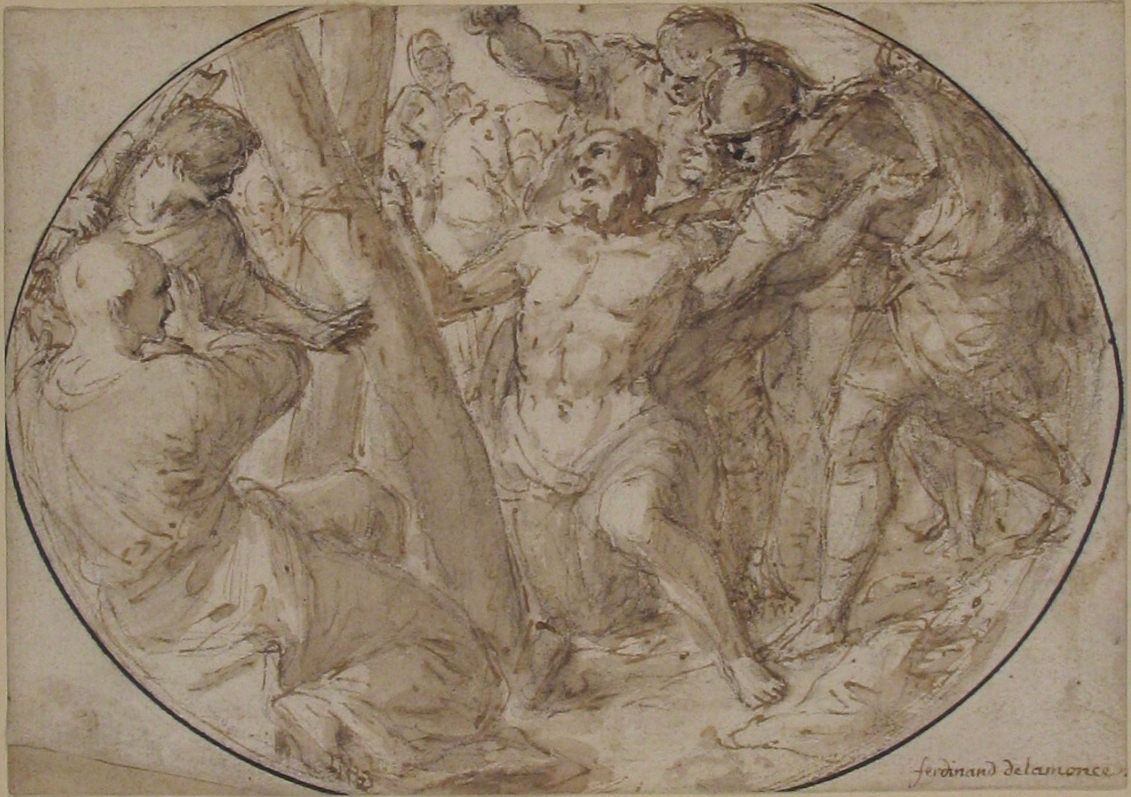
Zeichnung Das Martyrium des Heiligen Andreas, Metropolitan Museum of Art

Als Sohn des Architekten Jean Delamonce (1635–1708) erhielt er seine frühe Ausbildung im väterlichen Atelier und arbeitete bis zu dessen Tod 1708 eng mit ihm zusammen. Seine frühen Arbeiten umfassten Entwürfe für Kapitelle in der Histoire de Lyon (1696) von Claude-François Ménestrier und dokumentarische Zeichnungen antiker Monumente Lyons für die Antiquités profanes et sacrées (1701), darunter das Monument der „zwei Liebenden“ und die Aquädukte von Saint-Irénée. Nach Studienaufenthalten in Paris (um 1708) und einer prägenden Studienreise durch Italien (1715–1728), die er 1719 in seiner Voyage de Naple dokumentierte, ließ er sich 1731 über Stationen in Marseille, Aix, Avignon und Grenoble schließlich in Lyon nieder.
Sein architektonisches Hauptwerk war die Umbauleitung des Kartäuserklosters (1733–1737), für die er zwei Entwürfe (1733/1736) erstellte und den Mönchschor mit einem umstrittenen Baldachin aus vier 1735 gelieferten Säulen gestaltete. Zeitgenössische Quellen nennen hier Beteiligungen von Giovanni Niccolò Servandoni (Entwurf 1738) und Jacques-Germain Soufflot (Ausführung 1743), wobei Jacques-François Blondel später Soufflot als eigentlichen Urheber des Baldachins bezeichnete. Parallel lieferte er 1734 Pläne und Zeichnungen für das Reposoir der Loge du Change und das Hôtel-Dieu.
In der Kirche des Collège de la Trinité ersetzte er die Marmorverkleidungen, gestaltete den Hauptaltar neu und schuf das Gemälde Apotheose des heiligen Franziskus Regis (1737). Für das Hôpital général realisierte er 1736–1738 die Quaianlagen zwischen Pont de la Guillotière und Rue de la Blanchisserie, die später vollständig erneuert wurden. Die Zuschreibung der Maison Tolosan (1740) bleibt unsicher – hier könnte er als Mitarbeiter Soufflots fungiert haben.
Darüber hinaus gestaltete er die Fassade der Kirche Saint-Just-des-Macchabées und entwarf den marmornen Retabelaltar für die Kapelle Notre-Dame de Grâce in Saint-Nizier, der das Meisterwerk von Antoine Coysevox beherbergt. Als Zeichner lieferte er zwischen 1696 und 1735 Vorlagen für Kupferstiche, darunter dokumentarische Ansichten Lyoner Aquädukte. Sein Plan de Lyon (1701) erschien im Atlas des Geographen Beaurain. 1736 gehörte er zu den zwölf Gründungsmitgliedern der Société des conférences der Lyoner Académie des Beaux-Arts.

## Werke (Auswahl)
- Lyon:
  - Kartäuserkloster (1733–1737)

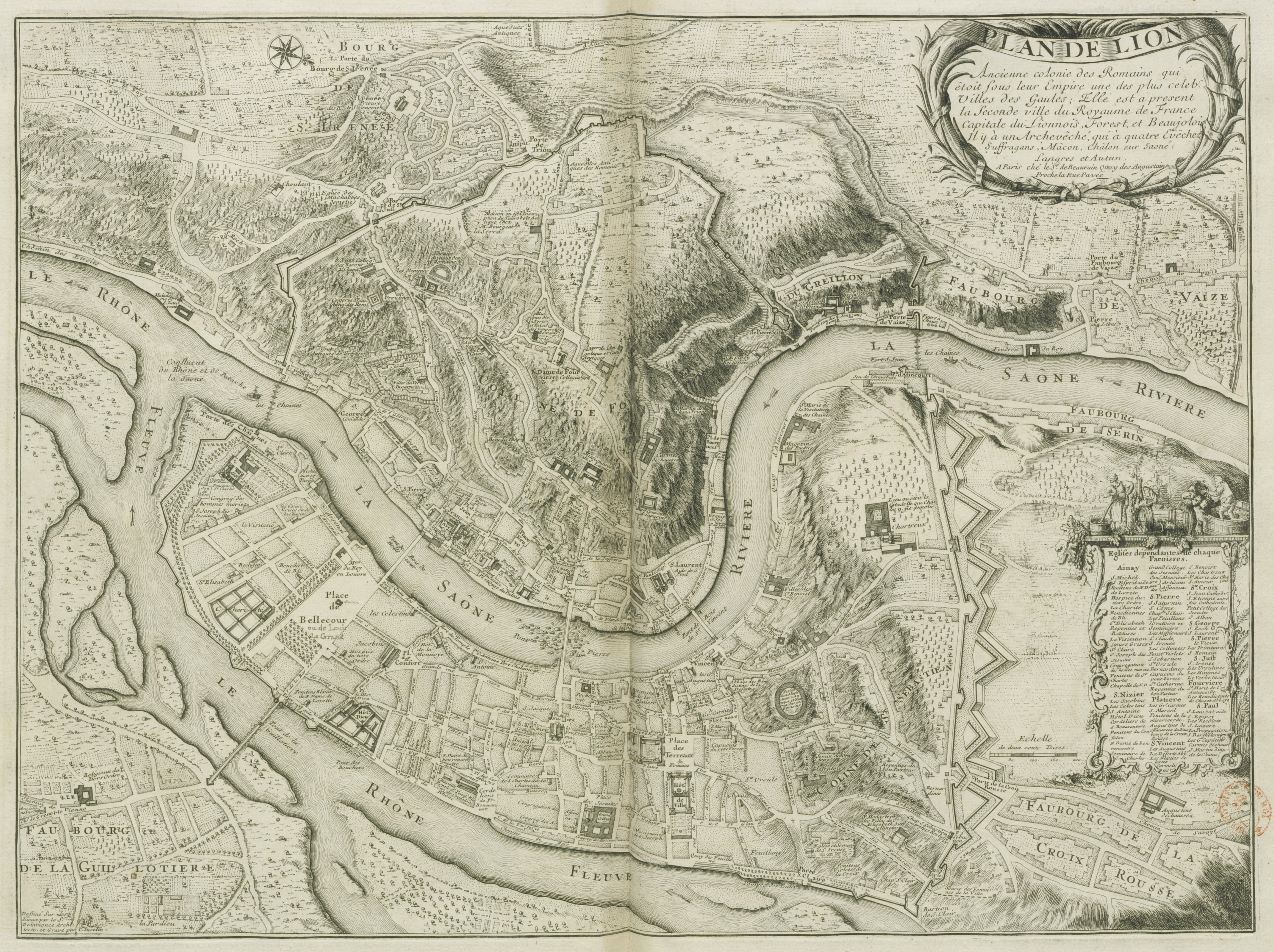
Plan von Lyon (1750)

  - Quai des Hôpital général (1736–1738)
  - Innenausstattung Collège de la Trinité (1737)
  - Chorausstattung der alten Chapelle de Fourvière[15]
  - Fassade der Kirche Saint-Just des Macchabées
  - Retabelaltar in Saint-Nizier
- Avignon:
  - Chapelle de l’Oratoire
- Druckgraphik:
  - Antiquités profanes et sacrées de la ville de Lyon (1701)
  - Plan de Lyon (1701 im Atlas Beaurain)